# Pointe des Genevois
La Pointe des Genevois (3.674 m s.l.m.) è una montagna della Catena Bouquetins-Cervino nelle Alpi Pennine. Si trova nel Canton Vallese.

## Caratteristiche
La montagna si colloca vicino alla più importante Dent de Perroc.